# Élections législatives bulgares de 2013
Les élections législatives bulgares de 2013 (Парламентарни избори в България 2013, en bulgare) se sont tenues le 12 mai 2013, afin d'élire les deux cent quarante députés de la quarante-deuxième législature de l'Assemblée nationale pour un mandat de quatre ans.
Elles sont remportées par le parti Citoyens pour le développement européen de la Bulgarie (GERB), malgré un recul.

## Contexte

### Une victoire des forces de droite
Lors des élections législatives du 5 juillet 2009, les Citoyens pour le développement européen de la Bulgarie (GERB), parti pro-européen de centre-droit fondé en 2006 par le maire de Sofia, Boïko Borissov, s'impose avec 39,7 % des voix, soit une majorité relative de 117 députés sur 240. La principale force de l'alliance au pouvoir, la Coalition pour la Bulgarie (KZB), du Premier ministre Sergueï Stanichev, s'effondre avec seulement 17,7 % des suffrages et 40 députés.
Alors que le Mouvement national pour la stabilité et le progrès (NDSV), membre de la coalition gouvernementale et au pouvoir de 2001 à 2005, disparait de l'Assemblée, deux forces de droite, la Coalition bleue (SK) et Ordre, loi et justice (RZS), y font leur entrée avec, ensemble 25 sièges.

### Un gouvernement minoritaire au pouvoir
Avec le soutien de la SK, de RZS et de l'Union nationale Attaque (Ataka), Borissov forme, le 27 juillet suivant, un gouvernement minoritaire composé uniquement de membres des GERB. À peine six mois plus tard, il doit mener un premier remaniement ministériel après l'échec de la nomination de la ministre des Affaires étrangères, Roumiana Jeleva, à la Commission européenne.

### Le GERB domine les institutions
À l'élection présidentielle des 23 et 30 octobre 2011, le candidat des GERB, Rossen Plevneliev, l'emporte au second tour, avec 52,5 % des voix, contre le député européen social-démocrate Ivaïlo Kalfin.
L'opposition dénonce des pratiques autoritaires du parti au pouvoir. Des hommes politiques auraient notamment été placés sur écoute.

### Démission surprise à quelques mois des élections
Le 20 février 2013, à la suite d'importantes manifestations contre la hausse des prix de l'électricité et alors que l'Assemblée doit se prononcer sur le remplacement du ministre des Finances, Siméon Djankov, Boïko Borissov annonce la démission du gouvernement devant les députés, ce qui conduit à l'anticipation, de quelques semaines, des élections législatives.

## Mode de scrutin
L'Assemblée nationale (en bulgare : Народното събрание) est composée de 240 sièges pourvus pour quatre ans au scrutin proportionnel plurinominal avec listes fermées dans 31 circonscriptions électorales de 4 à 16 sièges. Après décompte des suffrages, la répartition est faite au plus fort reste de Hare entre les listes de candidats ayant atteint le seuil électoral de 4 % des suffrages exprimés au niveau national,,.

## Principales forces en présence
| Force politique | Force politique                                                                                    | Idéologie                                                 | Chef de file          | Résultats en 2009           |
| --------------- | -------------------------------------------------------------------------------------------------- | --------------------------------------------------------- | --------------------- | --------------------------- |
|                 | Citoyens pour le développement européen de la Bulgarie Граждани за европейско развитие на България | Centre droit Conservatisme, libéralisme, europhilie       | Boïko Borissov        | 39,7 % des voix 117 députés |
|                 | Coalition pour la Bulgarie Коалиция за България                                                    | Centre gauche Social-démocratie, progressisme, europhilie | Plamen Orecharski     | 17,7 % des voix 40 députés  |
|                 | Mouvement des droits et des libertés Движение за права и свободи                                   | Centre Libéralisme, intérêts de la minorité turque        | Lütfi Mestan          | 14,5 % des voix 37 députés  |
|                 | Union nationale Attaque Национално обединение Атака                                                | Extrême droite Nationalisme, conservatisme, populisme     | Volen Nikolov Siderov | 9,4 % des voix 21 députés   |
|                 | Ordre, loi et justice Ред, законност и справедливост                                               | Droite Conservatisme, populisme                           | Yane Yanev            | 4,1 % des voix 10 députés   |
|                 | Mouvement Bulgarie pour les citoyens Движение „България на гражданите“                             | Centre Social-libéralisme, démocratie directe             | Meglena Kouneva       | Fondé en 2012               |

## Résultats

### Voix et sièges
| Parti                           | Parti | Suffrages | Suffrages | Suffrages | Sièges  | Sièges | Sièges  | Sièges        |
| Parti                           | Parti | Voix      | %         | +/-       | RP      | MU1    | Total   | +/-           |
| ------------------------------- | --- | --------- | --------- | --------- | ------- | ------ | ------- | ------------- |
|                                 | Citoyens pour le développement européen de la Bulgarie (GERB) | 1 081 605 | 30,50 %   | 9,21      | 84      | 13     | 97      | 20            |
|                                 | Coalition pour la Bulgarie (KZB) Parti socialiste bulgare (BSP) Parti des sociaux-démocrates bulgares (PBSD) Union agraire Alexandre Stamboliyski (ZS-AS) Parti communiste de Bulgarie (KPB) | 942 541   | 26,61 %   | 8,91      | 71 68 1 | 13 0   | 84 81 1 | 44            |
|                                 | Mouvement des droits et des libertés (DPS) | 400 466   | 11,29 %   | 3,17      | 31      | 5      | 36      | 1             |
|                                 | Union nationale Attaque (Ataka) | 258 481   | 7,30 %    | 2,06      | 23      | 0      | 23      | 2             |
|                                 | Front national pour le salut de la Bulgarie (NFSB) | 131 169   | 3,70 %    | 3,70      | 0       | 0      | 0       | en stagnation |
|                                 | Mouvement Bulgarie pour les citoyens (DBG) | 115 190   | 3,25 %    | 3,25      | 0       | 0      | 0       | en stagnation |
|                                 | Démocrates pour une Bulgarie forte (DSB) | 103 638   | 2,93 %    | 3,83      | 0       | 0      | 0       | 5             |
|                                 | Ordre, loi et justice (RZS) | 59 145    | 1,90 %    | 2,23      | 0       | 0      | 0       | 10            |
|                                 | Centre – Liberté et Dignité (MNS) | 57 611    | 1,63 %    | 1,38      | 0       | 0      | 0       | en stagnation |
|                                 | Union des forces démocratiques (SDS) | 48 681    | 1,38 %    | 5,38      | 0       | 0      | 0       | 9             |
| TOTAL (participation : 51,33 %) | TOTAL (participation : 51,33 %) |           |           |           | 209     | 31     | 240     |               |

### Analyse

Parti en tête par circonscription électorale.

Remportant tout juste plus de 30 % des voix, les Citoyens pour le développement européen de la Bulgarie devient le premier parti au pouvoir à remporter de nouveau les élections législatives. Toutefois, alors que la précédente législature était dominée par les forces de droite, il n'en est rien ici. En témoigne la disparition d'Ordre, loi et justice, de l'Union des forces démocratiques et l'échec du Mouvement Bulgarie pour les citoyens. Seuls subsistent les populistes nationalistes de l'Union nationale Attaque, qui stagnent avec un peu plus de vingt sièges. À gauche, la Coalition pour la Bulgarie retrouve son niveau de 2005 en franchissant le seuil des quatre-vingt sièges, tandis que le Mouvement des droits et des libertés reste, lui aussi stable. Il ressort de ces élections que l'Assemblée nationale se divise en deux blocs parfaitement égaux, gauche et droite détenant 120 sièges.
Les achats de voix sont très courants dans la vie politique bulgare. D'après le sociologue Antoniy Galabov de l'ONG Transparency International, la stratégie des partis politiques, dans un pays où ils sont souvent liés aux milieux criminels, vise «à dégoûter les électeurs et à les détourner des urnes [...]. Les partis politiques n'ont pas intérêt à voir les électeurs se mobiliser car à eux tous ils ont acheté 12 % des voix du corps électoral. Ces voix compteront davantage si la mobilisation est faible que si elle était élevée, comme on aurait pu s'y attendre après la vague de manifestations de l'hiver».

### Conséquences
La KZB préconise un gouvernement d'experts, sous la houlette de son chef de file électoral Plamen Orecharski, tandis que les GERB envisagent une tentative de constitution d'un gouvernement minoritaire. À cet égard, Ataka a d'ores et déjà fait savoir qu'elle ne soutiendrait pas une telle initiative. Cependant, Boïko Borissov a annoncé vouloir demander l'annulation des élections, car selon lui la loi électorale a été violée le 11 mai, journée interdite d'action politique, lorsque la presse a révélé l'existence de 350 000 bulletins de vote en trop, imprimés par une entreprise appartenant à un membre des GERB.